# Pardosa gerhardti
Pardosa gerhardti är en spindelart som först beskrevs av Embrik Strand 1922.  Pardosa gerhardti ingår i släktet Pardosa och familjen vargspindlar. Inga underarter finns listade i Catalogue of Life.